# Dietrich Ungerer
Dietrich Ungerer (* 27. Januar 1933 in Heilbronn; † 5. Juni 2013) war ein deutscher Sport- und Sicherheitswissenschaftler.

## Leben
Ungerer studierte Sportwissenschaften an der Ruprecht-Karls-Universität Heidelberg und der Deutschen Sporthochschule Köln. Von 1956 bis 1967 war er wissenschaftlicher Assistent an der Georg-August-Universität Göttingen bei Wilhelm Henze und Ruprecht-Karls-Universität Heidelberg und Student der Psychologie (Zweitstudium).
1967 wurde er Leiter des Instituts für Leibeserziehung der Technischen Universität Berlin. Er war von 1973 bis 1998 Professor für Sportwissenschaft mit dem Schwerpunkt Bewegungslehre (bzw. Sensomotorik und Sicherheitswissenschaft) am Arbeitswissenschaftlichen Institut der Universität Bremen.
Ungerer war u. a. Berater von Sicherheitsbehörden, Mitbegründer der Arbeitsgemeinschaft für Sportpsychologie in der Bundesrepublik Deutschland, Beiratsmitglied der Hochschule für Öffentliche Verwaltung Bremen und Vorstandsmitglied der Gesellschaft für Sicherheitswissenschaft.

## Schriften (Auswahl)
- Leistungs- und Belastungsfähigkeit im Kindes- und Jugendalter. Untersuchungen zur sensomotorischen Entwicklung und Lernleistung, Gesamtdarstellung des Muskel- und Kreislaufverhaltens. Grundlagen einer gezielten Leistungsförderung (= Schriftenreihe zur Praxis der Leibeserziehung und des Sports, Band 15). Hofmann, Schorndorf 1967. (4. Auflage, 1977, ISBN 3-7780-5154-7)
- Zur Theorie des sensomotorischen Lernens (= Beiträge zur Lehre und Forschung der Leibeserziehung, Band 36). Hofmann, Schorndorf 1971. (3. Auflage, 1977, ISBN 3-7780-4363-3)
- Streß und Streßbewältigung im Einsatz. Feuerwehr, technisches Hilfswerk, Rettungsdienst (= Die roten Hefte, Band 70). Kohlhammer, Stuttgart u. a. 1999, ISBN 3-17-015173-8
- Der militärische Einsatz. Bedrohung – Führung – Ausbildung. Hartmann, Miles-Verlag, Berlin 2003, ISBN 3-8330-0437-1.
- Militärische Lagen. Analysen – Bedrohungen – Herausforderungen. Hartmann, Miles-Verlag, Berlin 2007, ISBN 978-3-937885-12-4.
- Mit Jörn Ungerer: Lebensgefährliche Situationen als polizeiliche Herausforderungen. Entstehung – Bewältigung – Ausbildung. Verlag für Polizeiwissenschaft, Frankfurt am Main 2008, ISBN 978-3-86676-047-9.
- Hrsg.: Bedrohungen und Attacken gegen den Rechtsstaat. Neue Herausforderungen – Analysen – Abwehrstrategien. Verlag für Polizeiwissenschaft, Frankfurt am Main 2013, ISBN 978-3-86676-276-3.